# Monstro com olhos de insetos

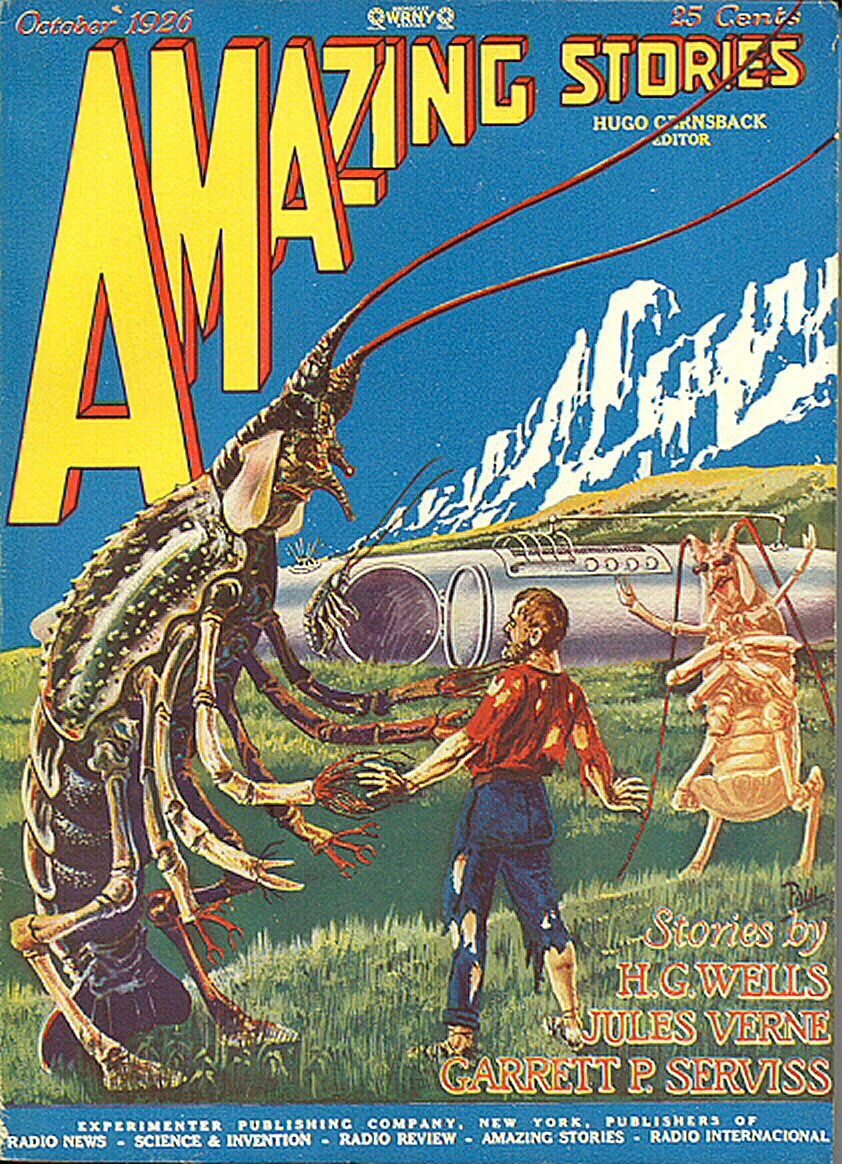
Capa da revista Amazing Stories em outubro de 1926.

Monstro com olhos de insetos, no inglês Bug Eyed Monster (abreviado como BEM) é uma convenção inicial do gênero de ficção científica. Os extraterrestres na ficção científica da década de 1930 foram frequentemente descritos ou retratados em capas de revistas pulp como criaturas grotescas com olhos grandes, e uma luxúria por mulheres, sangue ou destruição geral.
O BEM também foi retratado em livros e romances.